# Ивиса
Иви́са, или И́бица (исп. Ibiza [iˈβiθa], кат. Eivissa [əjˈvisə]) — остров в Средиземном море. Ивиса принадлежит к группе Питиузских островов, которые, в свою очередь, являются частью архипелага Балеарские острова. Принадлежит Испании. Площадь острова — 571,04 км², высота — до 475 м. Население — 147 914 жителей (2019), плотность населения — 258,8 чел./км². Административный центр — город Ивиса.
Международный курорт. Наибольшую известность этому острову приносят многочисленные клубы, где исполняется электронная музыка самых разнообразных направлений.

## История
В 654 году до н. э. на Балеарских островах финикийские колонисты основали порт под названием Ибоссим. Позже Ивиса попала под влияние Карфагена с ослаблением Финикии после Ассирийского вторжения. Спустя некоторое время название Ибоссим изменилось на римский манер как «Эбусус». Остров стал поставщиком соли, природной краски, шерсти и рыбного соуса (гарума).

## Климат
Климат на Ивисе средиземноморский, с тёплой зимой и немного более прохладным летом, чем на Мальорке. Благодаря тёплым течениям, которые протекают близ Балеарских островов, климат там значительно более тёплый, чем на аналогичных широтах и даже имеет тропические черты. Зима мягкая, температура зимой около 15 °C, выпадают умеренные осадки. Заморозков и снега не наблюдалось никогда. Жаркое время года длится с июня по сентябрь включительно, температура обычно достигает 30 °C, большое количество солнечных часов, дожди крайне редки.

## Демография

Административная карта острова Ивиса

|   | Муниципалитеты         | Население чел. | Площадь км² | Плотность чел./км² |
| - | ---------------------- | -------------- | ----------- | ------------------ |
| 1 | Ивиса                  | 49 388         | 11,14       | 4433,39            |
| 2 | Санта-Эулалия-дель-Рио | 33 734         | 153,58      | 219,65             |
| 3 | Сан-Хосе               | 23 688         | 159,38      | 148,63             |
| 4 | Сан-Антонио-Абад       | 22 299         | 126,80      | 175,86             |
| 5 | Сан-Хуан-Баутиста      | 5351           | 121,66      | 43,98              |
|   | Всего                  | 134 460        | 572,56      | 234,84             |

## Культурное наследие
Ивиса славится не только своими клубами и вечеринками, но и исторически значимыми памятниками, включёнными во Всемирное наследие. Наиважнейший памятник на острове — замок, расположенный на самой высокой точке острова. Впервые замок упоминается в XII веке. Считается, что он был построен в период правления мусульман, и изначально использовался в военных целях. В замке создан археологический музей, где выставлены различные экспонаты, обнаруженные в самой Ивисе. В список включены также архитектурные сооружения, относящиеся к эпохе Ренессанса: финикийские руины Са Калета (кат. Sa Caleta), некрополь Гора Мельниц (кат. Puig des Molins), памятники Старого Города (кат. Dalt Vila) и другие.
На Ивисе проводится международный кинофестиваль.

## Примечательные пляжи
- Cala Bassa
- Cala Conta
- Cala de Bou
- Cala D’Hort
- Cala Jondal
- Cala Llonga
- Cala Tarida
- Platja d’en Bossa
- Talamanca

## Фотографии

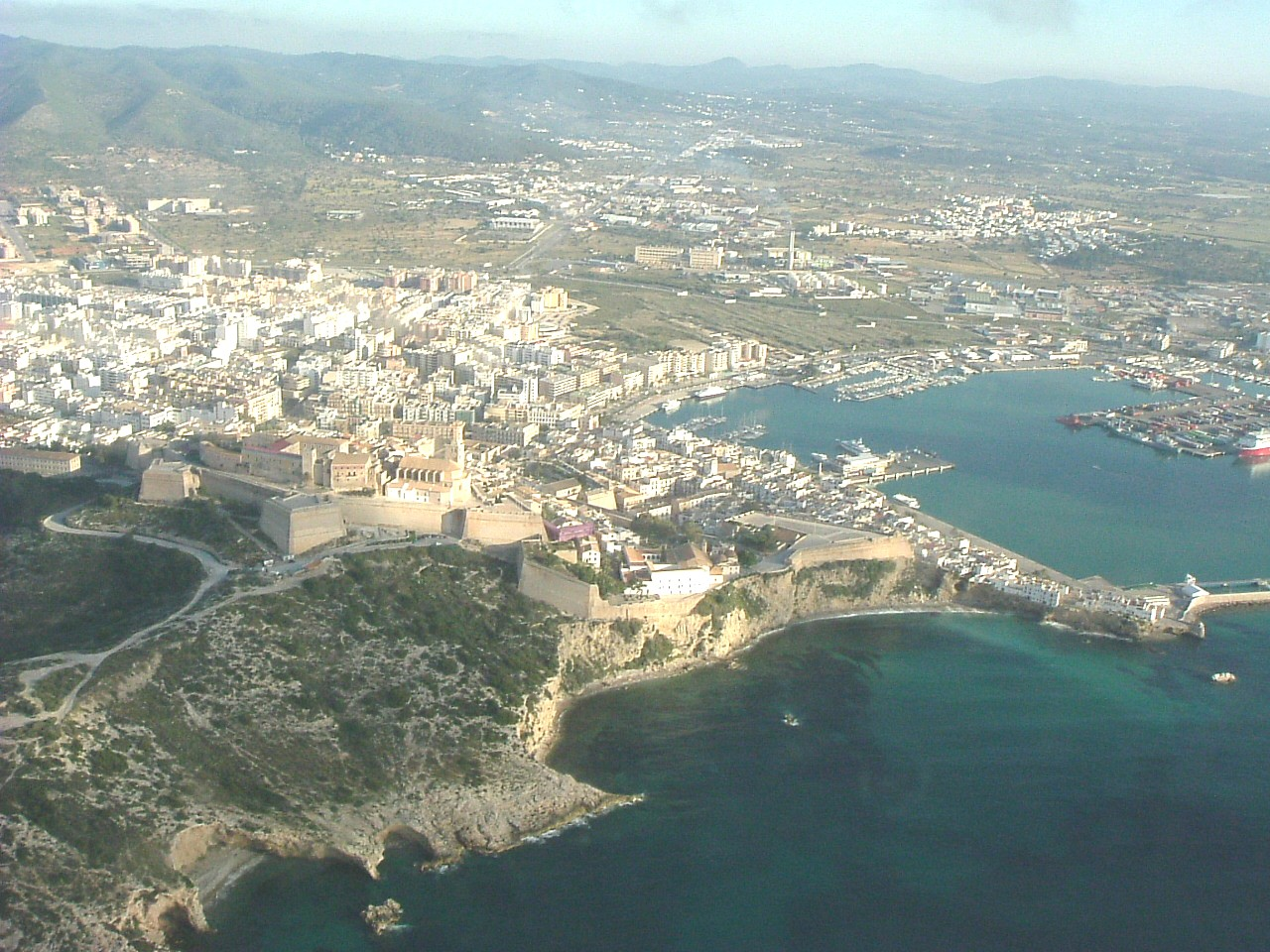
Вид на город Ивиса из самолёта
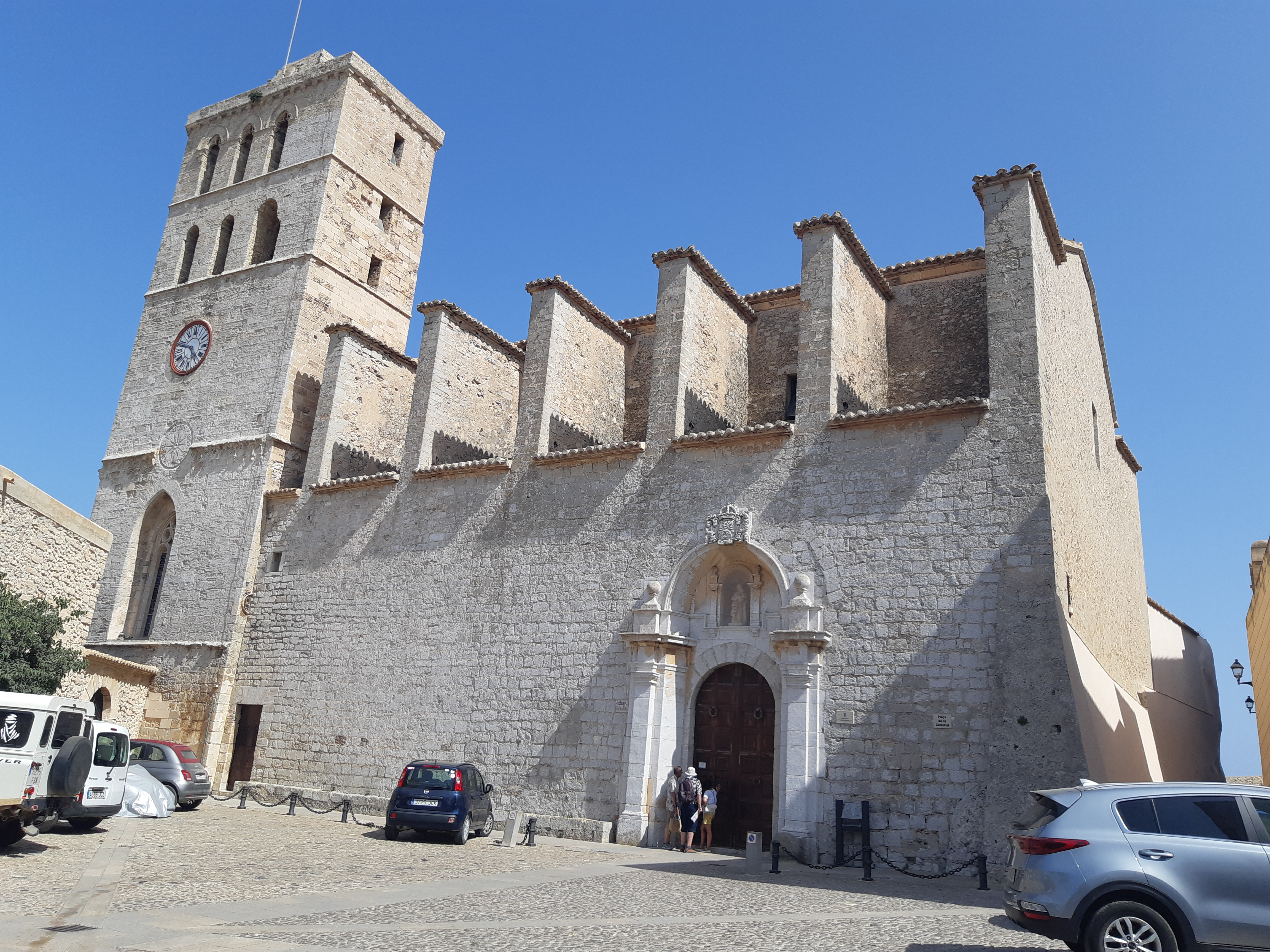
Кафедральный собор
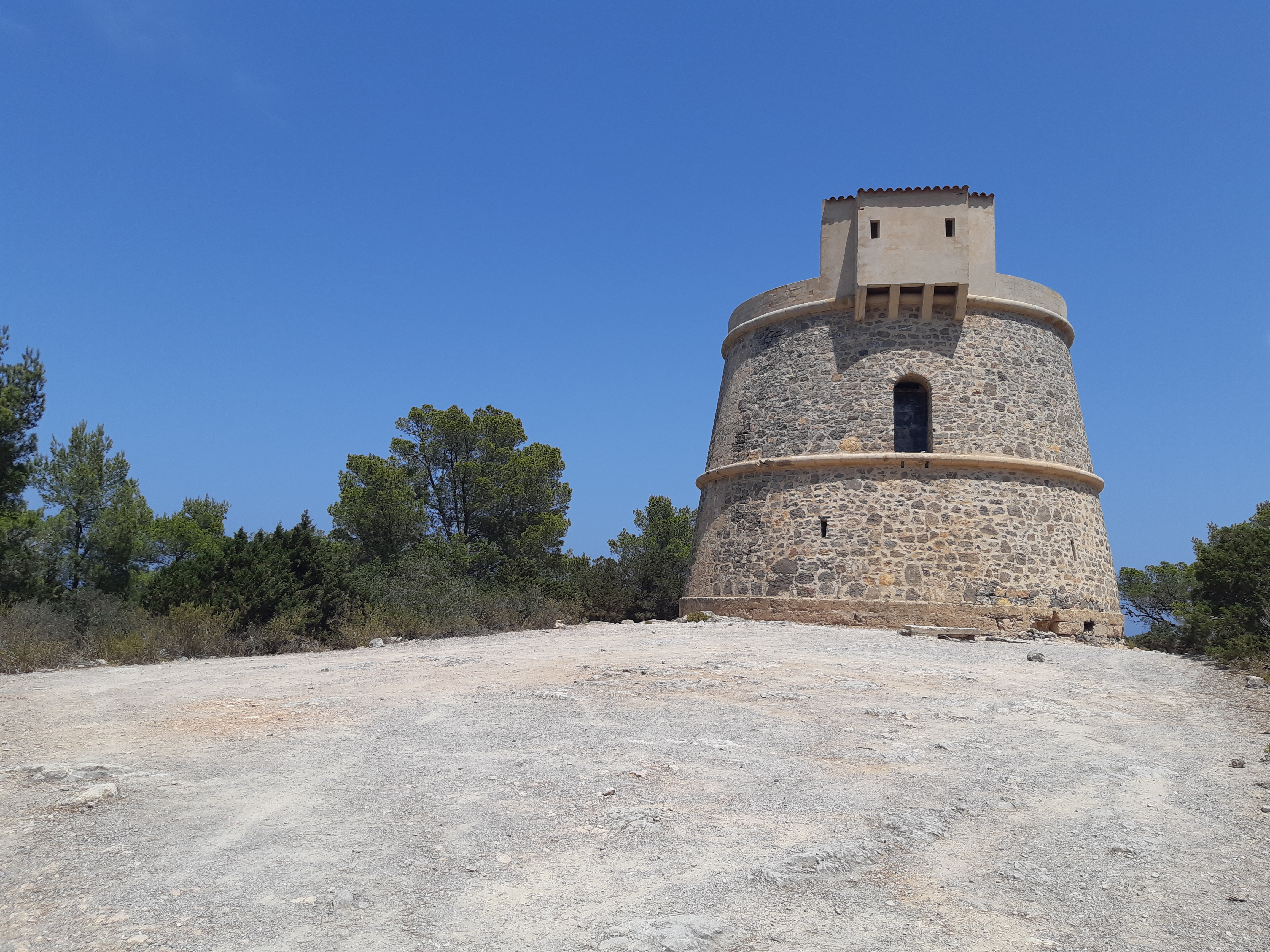
Одна из сохранившихся средневековых сторожевых башен
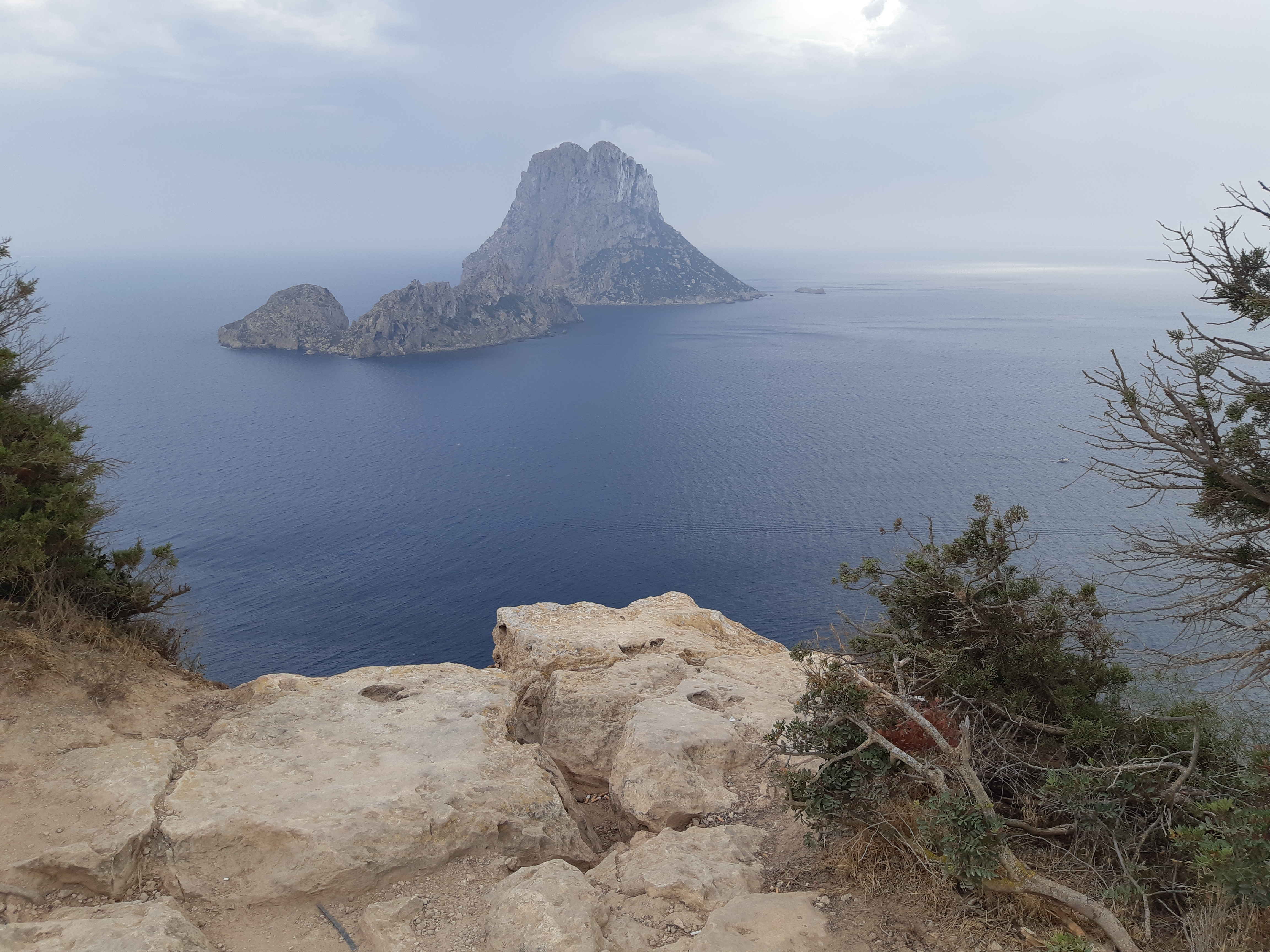
Вид на остров Эс-Ведра́ с Ибисы
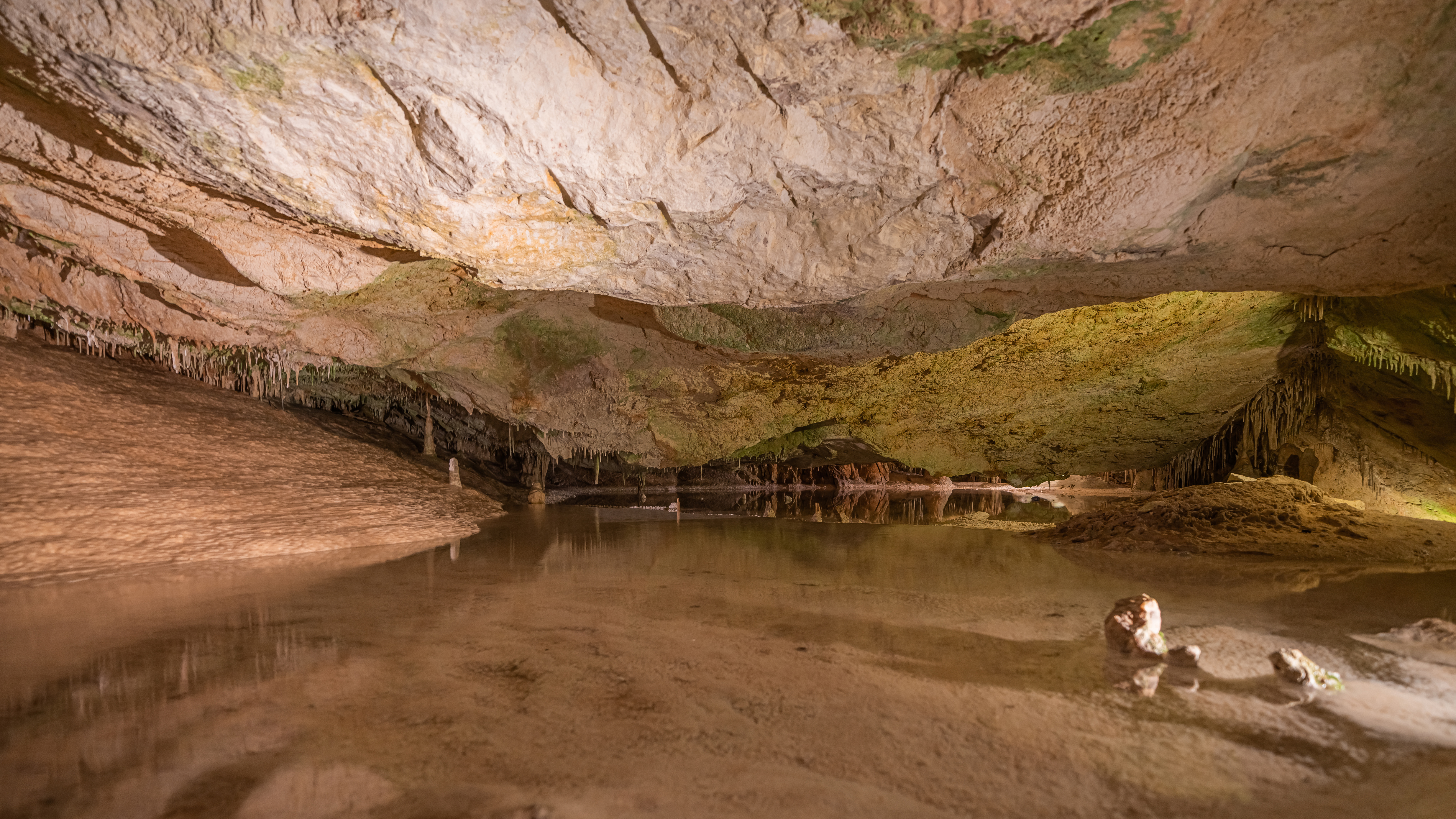
Пещера на Ивисе
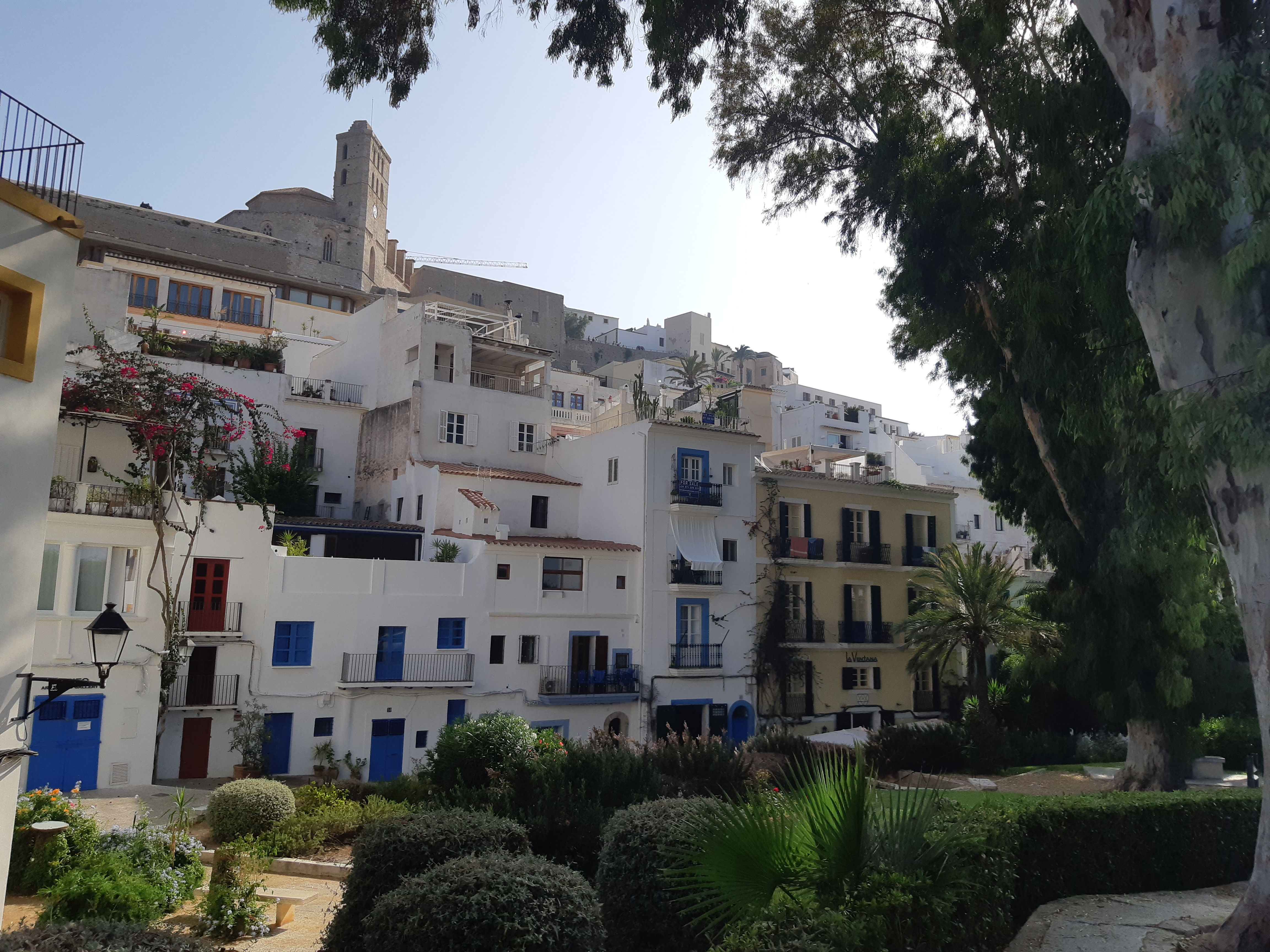
Ивиса, вид на старый город
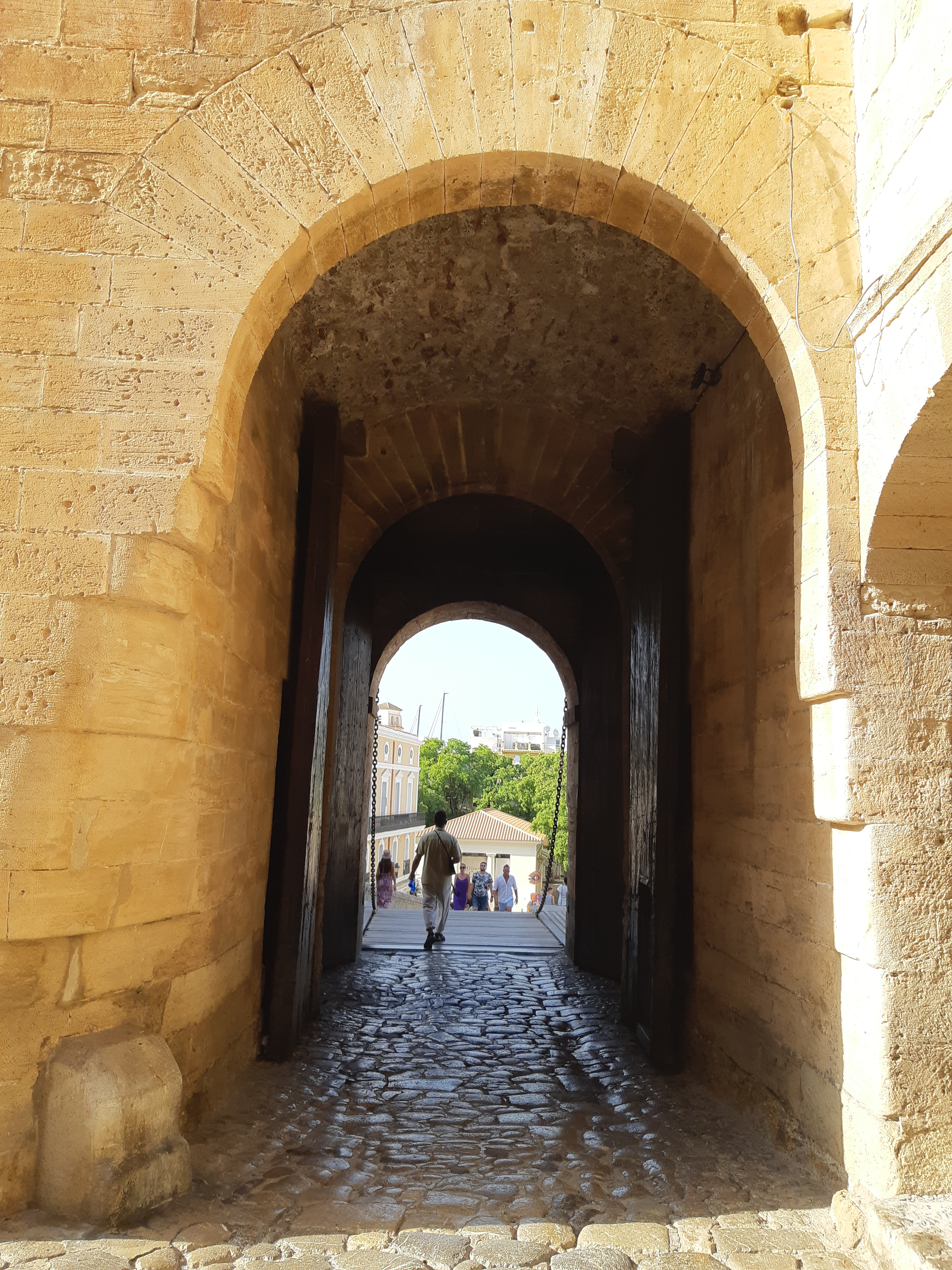
Одни из ворот в старый город (на заднем плане видно дощатое покрытие висячего моста)
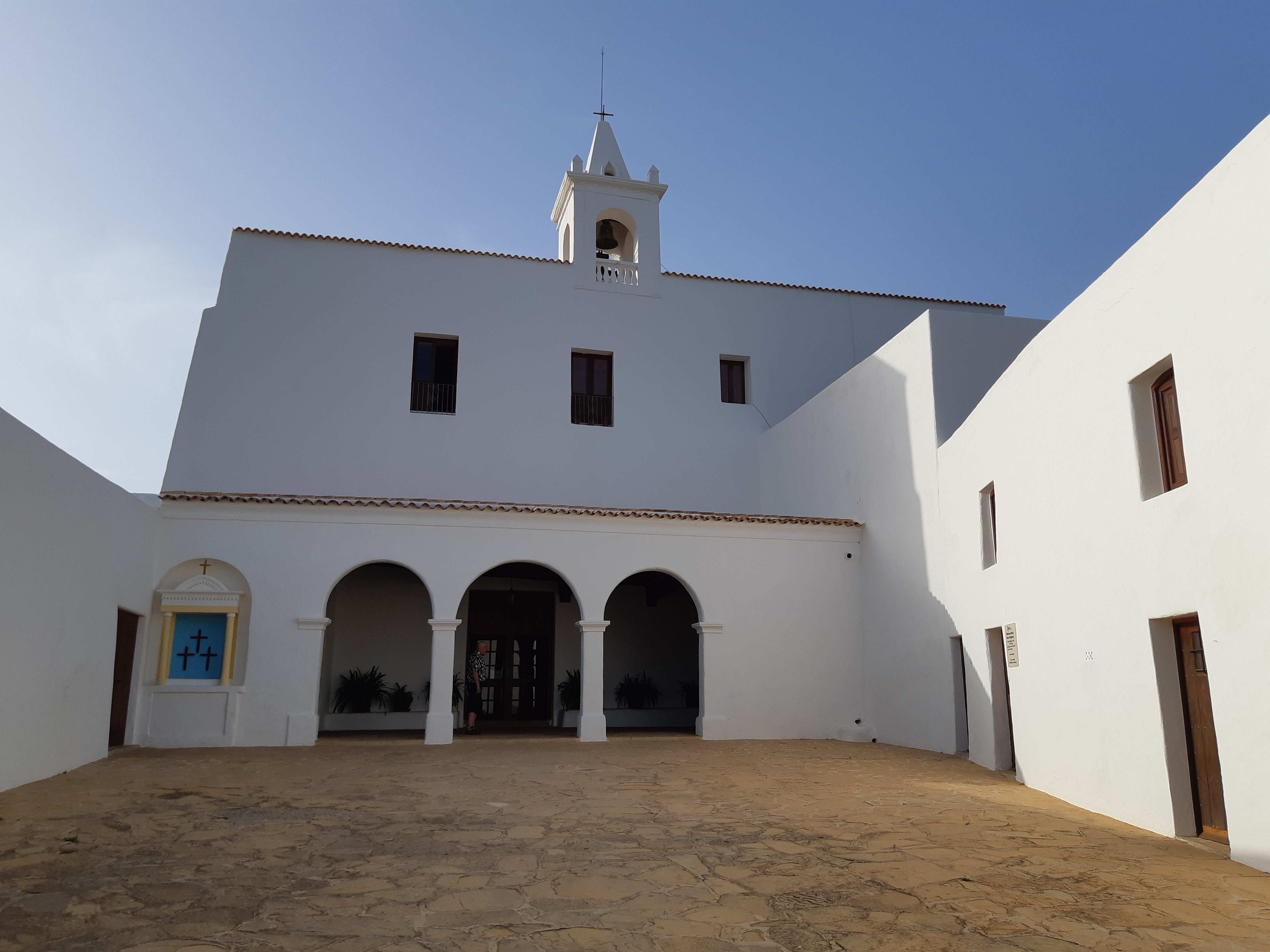
Типичная для маленьких городков острова церковь
Флаг Ивисы